# Serrimargo
Serrimargo – rodzaj chrząszczy z rodziny biegaczowatych i podrodziny Lebiinae.

## Występowanie
Rodzaj orientalny. Chrząszcze te występują w Malezji, Indonezji i południowym Wietnamie.

## Taksonomia
Rodzaj opisany został w 1869 roku przez Maximiliena Chaudoira.
Do rodzaju tego należy 5 opisanych gatunków:
- Serrimargo grouvellei Bouchard, 1901
- Serrimargo guttiger (Schaum, 1860)
- Serrimargo pahangensis Kirschenhofer, 2010
- Serrimargo verrucifer (Chaudoir, 1869)
- Serrimargo vietnamensis Kirschenhofer, 2010